# Physoptila
Physoptila är ett släkte av fjärilar. Physoptila ingår i familjen stävmalar.
Kladogram enligt Catalogue of Life:
| Physoptila | \| \| Physoptila pinguivora \| \| \| \| \| \| Physoptila scenica \| \| \| \| |
|            | \| \| Physoptila pinguivora \| \| \| \| \| \| Physoptila scenica \| \| \| \| |
|            | Physoptila pinguivora                                                        |
|            |                                                                              |
|            | Physoptila scenica                                                           |
|            |                                                                              |